# Stanley Tucci
Stanley Oliver Tucci Jr. (ur. 11 listopada 1960 w Peekskill) – amerykański aktor, producent filmowy, reżyser i scenarzysta pochodzenia włoskiego. Nominowany w 2010 do Oscara za drugoplanową rolę w filmie Nostalgia anioła.

## Życiorys

### Wczesne lata
Urodził się w Peekskill w stanie Nowy Jork. Jest synem nauczyciela artystycznej szkoły średniej Stanleya Tucci Sr. i jego żony, sekretarki Joan z domu Tropiano. Pochodzi z rodziny włoskich imigrantów, którzy  wyjechali do USA w trakcie fali imigracji po wojnie – jego dziadkowie ze strony ojca i matki wywodzili się z Kalabrii. Ma dwie młodsze siostry: Ginę (ur. 1964) i Christine (ur. 19 stycznia 1967), a jego kuzynem jest Joseph Tropiano, scenarzysta i filmowiec.
Pierwsze trzy lata życia spędził w Peekskill, po czym wraz z rodziną przeniósł się do Katonah. W latach 70. przez rok mieszkał we Florencji i nauczył się języka włoskiego. Uczęszczał do John Jay High School w Lewisboro. Pod koniec lat 70. podjął pracę jako pomocnik barmana w restauracji „Alfredo’s” na Manhattanie. W 1982 ukończył studia na Wydziale Dramatycznym Nowojorskiego Uniwersytetu Stanowego w Purchase, po czym przeprowadził się do Nowego Jorku.

### Kariera
30 września 1982 wystąpił na scenie Broadwayu w sztuce Królowa i rebelianci (The Queen and the Rebels) z Colleen Dewhurst i Campbellem Scottem. Na kinowym ekranie zadebiutował jako żołnierz w komediodramacie Johna Hustona Honor Prizzich (Prizzi's Honor, 1985) z Jackiem Nicholsonem i Kathleen Turner. Wkrótce zwrócił na siebie uwagę rolą Ricka Pinzolo w serialu CBS Cwaniak (Wiseguy, 1987–1989).
W 1991 zagrał w sztuce Moliera na scenie Yale Repertory Theatre w New Haven. W kolejnych latach można go było zobaczyć m.in. w komedii Beethoven (1992), thrillerze sensacyjnym Raport Pelikana (The Pelican Brief, 1993) i thrillerze Pocałunek śmierci (Kiss of Death, 1995).
Jako reżyser i scenarzysta zadebiutował dramatem Wielkie otwarcie (Big Night, 1996. Za rolę komentatora Waltera Winchella w dramacie biograficznym HBO Winchell (1998) w reżyserii Paula Mazurskyego otrzymał Złoty Glob i nagrodę Emmy. Następnie m.in. zagrał elfa Pucka w filmie Sen nocy letniej (A Midsummer Night’s Dream, 1999) oraz wystąpił w dramacie gangsterskim Sama Mendesa Droga do zatracenia (Road to Perdition, 2002). W kolejnych latach wcielił się m.in. w Paula Childa, męża Julii Child w filmie Julie i Julia (2009) oraz George’a Harveya, gwałciciela i seryjnego mordercę w dramacie Nostalgia anioła. W 2011 wcielił się w postać Caesara Flickermana w filmie Igrzyska śmierci (2012), a rolę powtórzył także w kolejnych produkcji z tej serii: Igrzyska śmierci: W pierścieniu ognia (2013), Igrzyska śmierci: Kosogłos. Część 1 (2014) i Igrzyska śmierci: Kosogłos. Część 2 (2015).
W latach 2019–2020 zrealizował program kulinarny Stanley Tucci: Searching for Italy, który był emitowany na CNN w 2021 i 2022. Wydał cztery książki kucharskie: „The Tucci Cookbook” (2012), „he Tucci Table: Cooking With Family and Friends” (2014), „Taste: My Life Through Food” (2021; pol. „Smak. Życie i jedzenie”) i „What I Ate in One Year” (2024; pol. „Co zjadłem przez rok [I o czym wtedy myślałem]”). 

## Życie prywatne
18 kwietnia 1995, po czterech latach narzeczeństwa, ożenił się z Kathryn Louise Spath (ur. 1962, zm. 27 kwietnia 2009 na raka piersi). Mieli trójkę dzieci: bliźniaki – syna Nicolo Roberta i córkę Isabel Concettę (ur. 21 stycznia 2000) oraz córkę Camillę (ur. 2002). 29 września 2012 poślubił agentkę literacką Felicity Joannę Blunt, z którą ma syna Matteo Olivera (ur. 25 stycznia 2015) i córkę Emilię (ur. 19 kwietnia 2018). Mieszka w Londynie.
W 2017 zdiagnozowano u niego raka języka, przeszedł szereg radioterapii i chemioterapii.

## Filmografia

### Filmy fabularne
- 2024: Konklawe jako kardynał Bellini
- 2017: Piękna i Bestia jako Cadenza
- 2015: Spotlight jako Mitchell Garabedian
- 2015: Igrzyska śmierci: Kosogłos. Część 2 jako Caesar Flickerman
- 2014: Igrzyska śmierci: Kosogłos. Część 1 jako Caesar Flickerman
- 2014: Transformers: Wiek zagłady jako Joshua Joyce
- 2013: Igrzyska śmierci: W pierścieniu ognia jako Caesar Flickerman
- 2013: Percy Jackson: Morze potworów jako pan D
- 2012: Igrzyska śmierci jako Caesar Flickerman
- 2011: Chciwość jako Eric Dale
- 2011: Kapitan Ameryka: Pierwsze starcie jako dr Abraham Erskine
- 2010: Łatwa dziewczyna (Easy A) jako Dill Penderghast
- 2010: Burleska (Burlesque) jako Sean
- 2010: Hectic jako Gary Goldfarb
- 2009: Nostalgia anioła (The Lovely Bones) jako George Harvey
- 2009: Julie i Julia (Julie & Julia) jako Paul Child
- 2008: Małpy w kosmosie (Space Chimps) jako senator (głos)
- 2008: Dzielny Despero (The Tale of Despereaux) jako Boldo (głos)
- 2008: Co jest grane? (What Just Happened) jako Scott Solomon
- 2008: Kit Kittredge: Amerykańska dziewczyna jako Jefferson Berk
- 2008: Najważniejszy głos (Swing Vote) jako Martin Fox
- 2007: Cztery ostatnie pieśni (Four Last Songs) jako Larry
- 2007: Blind Date jako Don
- 2006: Diabeł ubiera się u Prady (The Devil Wears Prada) jako Nigel
- 2006: Zabójczy numer (Lucky Number Slevin) jako detektyw Brikowski
- 2006: Blef (The Hoax) jako Shelton Fisher
- 2005: Roboty (Robots) jako pan Copperbottom (głos)
- 2004: Peter Sellers: Życie i śmierć (The Life and Death of Peter Sellers) jako Stanley Kubrick
- 2004: Terminal (The Terminal) jako Frank Dixon
- 2004: Zatańcz ze mną (Shall We Dance) jako Link
- 2003: Jądro Ziemi (The Core) jako dr Conrad Zimsky
- 2003: Wir (Spin) jako major Haley
- 2002: Wielkie kłopoty (Big Trouble) jako Arthur Herk
- 2002: Droga do zatracenia (Road to Perdition) jako Frank Nitti
- 2002: Pokojówka na Manhattanie (Maid in Manhattan) jako Jerry Siegel
- 2001: Wybuchowa rodzinka (The Whole Shebang) jako Giovanni Bazinni
- 2001: Ulubieńcy Ameryki (America’s Sweethearts) jako Kingman
- 2001: Sidewalks of New York jako Griffin
- 2001: Ostateczne rozwiązanie (Conspiracy) jako Adolf Eichmann
- 2000: Tajemniczy Joe (Joe Gould's Secret) jako Joe Mitchell
- 1999: Sen nocy letniej (A Midsummer Night’s Dream) jako Puck
- 1999: Zbyt blisko wroga (In Too Deep) jako Preston Boyd
- 1998: Osiemnasty anioł (The Eighteenth Angel) jako Todd Stanton
- 1998: Córka mafii (Montana) jako Nicholas „Nick” Roth
- 1998: Oszuści (The Impostors) jako Arthur
- 1998: Winchell jako Walter Winchell
- 1997: Życie mniej zwyczajne (A Life Less Ordinary) jako Elliot Zweikel
- 1997: Przejrzeć Harry’ego (Deconstructing Harry) jako Paul Epstein
- 1997: Bezpieczny interes (Life During Wartime) jako Heinrich Grigoris
- 1996: Wielkie otwarcie (Big Night) jako Secondo
- 1996: Rodzinna wyprawa (The Daytrippers) jako Louis D’Amico
- 1996: Seksowny trzeci człowiek (Sex & the Other Man) jako Artur
- 1995: Pocałunek śmierci (Kiss of Death) jako Frank Zioli
- 1995: Sędzia kalosz (Jury Duty) jako Frank
- 1995: Kochanek z probówki (A Modern Affair) jako Peter Kessler
- 1995: Lulu Askew jako Tom
- 1994: Dwa miliony dolarów napiwku (It Could Happen to You) jako Eddie Biasi
- 1994: Pokochać kogoś (Somebody to Love) jako George
- 1994: Pani Parker i krąg jej przyjaciół (Mrs. Parker and the Vicious Circle) jako Fred Hunter
- 1993: Raport Pelikana (The Pelican Brief) jako Khamel
- 1993: Blues tajniaków (Undercover Blues) jako Muerte
- 1992: Betty Lou strzela (The Gun in Betty Lou's Handbag) jako Amos (niewymieniony w czołówce)
- 1992: Beethoven jako Vernon
- 1992: Preludium miłości (Prelude to a Kiss) jako Taylor
- 1992: In the Soup jako Gregoire
- 1992: Reporter (The Public Eye) jako Sal
- 1991: Billy Bathgate jako Lucky Luciano
- 1991: Czcigodni mordercy (Men of Respect) jako Mal
- 1990: Łatwy szmal (Quick Change) jako Johnny
- 1990: Znamienny dowód (Revealing Evidence: Stalking the Honolulu Strangler) jako detektyw Patrick McGuire
- 1989: Niewolnicy Nowego Jorku (Slaves of New York) jako Darryl
- 1989: Fear, Anxiety and Depression
- 1989: Wielka draka (The Feud) jako Harvey Yelton
- 1988: Małpia intryga (Monkey Shines) jako dr John Wiseman
- 1987: Kim jest ta dziewczyna? (Who’s That Girl) jako robotnik w dokach #2
- 1987: Kojak: The Price of Justice jako pierwszy najemca
- 1985: Honor Prizzich (Prizzi's Honor) jako żołnierz

### Seriale telewizyjne
- 2007–2008: Ostry dyżur (ER) jako dr Kevin Moretti
- 2006: 1300 gramów (3 lbs.) jako dr Douglas Hanson
- 2006: Detektyw Monk (Monk) jako David Ruskin
- 2004: Frasier jako Morrie (głos)
- 2003: Freedom: A History of Us różne role
- 2000: Magia sukcesu (Bull) jako Hunter Lasky
- 1995–1996: Morderstwo (Murder One) jako Richard Cross
- 1991: Equal Justice jako detektyw Frank Mirelli
- 1990: Lifestories jako Art Conforti
- 1989–1990: thirtysomething jako Karl Draconis
- 1988–1989: Wiseguy jako Rick Pinzolo
- 1988: The Equalizer jako członek zgromadzenia, Phillip Wingate
- 1988: The Street jako Arthur Scolari
- 1987: Crime Story jako Zack Lowman
- 1986–1988: Policjanci z Miami (Miami Vice) jako Frank Mosca / Steven Demarco

### Producent
- 2009: Saint John of Las Vegas (producent wykonawczy)
- 2006: 1300 gramów (3 lbs.)
- 2003: Kurczak (The Mudge Boy, producent wykonawczy)
- 2000: Tajemniczy Joe (Joe Gould's Secret)
- 1998: Oszuści (The Impostors)

### Reżyser
- 2017: Ostatni portret (Final Portrait)
- 2007: Randka w ciemno (Blind Date)
- 2000: Tajemniczy Joe (Joe Gould's Secret)
- 1998: Oszuści (The Impostors)
- 1996: Wielkie otwarcie (Big Night)

### Scenariusz
- 2007: Randka w ciemno (Blind Date)
- 1998: Oszuści (The Impostors)
- 1996: Wielkie otwarcie (Big Night)

## Nagrody
- Złoty Glob
  - Najlepszy aktor w miniserialu lub filmie telewizyjnym: 2002 Ostateczne rozwiązanie
  - 1999 Winchell
- Nagroda Emmy
  - Najlepszy gościnny występ aktora w serialu komediowym: 2007 Detektyw Monk
  - Najlepszy aktor w miniserialu lub filmie telewizyjnym: 1999 Winchell